# Barbadische Badmintonmeisterschaft 2018
Die Barbadische Badmintonmeisterschaft 2018 fand vom 16. bis zum 19. März 2018 in Christ Church statt.

## Medaillengewinner
| Disziplin    | Gold                             | Silber                            | Bronze                                          |
| ------------ | -------------------------------- | --------------------------------- | ----------------------------------------------- |
| Herreneinzel | Dakeil Thorpe                    | Andre Padmore                     | Cory Fanus                                      |
| Herreneinzel | Dakeil Thorpe                    | Andre Padmore                     | Shae Michael Martin                             |
| Dameneinzel  | Tamisha Williams                 | Shari Latoya Hope                 | Amanda Haywood                                  |
| Dameneinzel  | Tamisha Williams                 | Shari Latoya Hope                 | Monyata Riviera                                 |
| Herrendoppel | Cory Fanus Dakeil Thorpe         | Shae Michael Martin Andre Padmore | Harrison William Griffith Damien Ricardo Howell |
| Herrendoppel | Cory Fanus Dakeil Thorpe         | Shae Michael Martin Andre Padmore | Kodie Martyn King Gavin Roger Robinson          |
| Damendoppel  | Monyata Riviera Tamisha Williams | Shari Latoya Hope Sabrina Scott   | Amanda Haywood Shakeira Waithe                  |
| Damendoppel  | Monyata Riviera Tamisha Williams | Shari Latoya Hope Sabrina Scott   | Shamika Blackman Neah Callender                 |
| Mixed        | Cory Fanus Monyata Riviera       | Dakeil Thorpe Tamisha Williams    | Andre Padmore Shari Latoya Hope                 |
| Mixed        | Cory Fanus Monyata Riviera       | Dakeil Thorpe Tamisha Williams    | Shae Michael Martin Sabrina Scott               |